# Order Niemiecki (III Rzesza)
Order Niemiecki (niem. Deutscher Orden, często dopisuje się do nazwy słowa „des Großdeutschen Reiches”, gdyż Deutscher Orden to niemiecka nazwa zakonu krzyżackiego) – najwyższe odznaczenie III Rzeszy za zasługi wojenne lub cywilne, nadawane w latach 1942–1945.

## Historia
Order został ustanowiony latem roku 1942 przez führera i kanclerza III Rzeszy, zwanej teraz Rzeszą Wielkoniemiecką, Adolfa Hitlera, w celu nagradzania obywateli niemieckich za wybitne zasługi dla państwa i partii narodowosocjalistycznej NSDAP. Bodźcem do stworzenia odznaczenia były mające miejsce w 1942 roku zgony dwóch bliskich współpracowników Hitlera, Fritza Todta (w lutym) i Reinharda Heydricha (w czerwcu). Zaczęto go po cichu nazywać „orderem umrzyków”, gdyż z jedenastu zanotowanych nosicieli odznaczenia aż siedmiu otrzymało je post mortem. Ostatnimi udekorowanymi byli gauleiter Wrocławia Karl Hanke, odznaczony 12 dni przed śmiercią Hitlera oraz ostatni przywódca Hitlerjugend (Reichsjugendführer) Arthur Axmann, który do końca wytrwał w Führerbunker u boku Hitlera i otrzymał order 2 dni przed samobójstwem swego wodza.

## Opis
Zaprojektowany prawdopodobnie przez samego Hitlera order miał być nadawany w dwóch klasach, jako dekoracja na szyję i jako oznaka noszona na agrafie na piersi, nie wiadomo jednak czy ową drugą klasę ktoś kiedykolwiek otrzymał. Awers dekoracji I klasy to emaliowany na czarno tzw. Krzyż Ruperta (typ Żelaznego Krzyża), ale z węższymi zakończeniami ramion i ze złotymi bordiurami, z odznaką partyjną NSDAP w medalionie środkowym oraz ze złotymi orłami herbu państwowego III Rzeszy między ramionami krzyża. Rewers był nieemaliowany. Nad górnym ramieniem krzyża znajdowały się dwa złote liście dębowe. Zawieszką był złoty orzeł III Rzeszy z pierścieniem na wstęgę. Wstęga była czerwona z obustronnymi biało-czarnymi bordiurami (w kolorach flagi II i III Rzeszy), identyczna z wstążką nazistowskiego Orderu Krwi (Blutorden). Przy dekoracji za zasługi wojenne dodawano pod zawieszką dwa skrzyżowane złote miecze położone na liściach dębowych. 
Hitler planował nadanie orderowi charakteru rycerskiego, z kapitułą i z senatem, który miał mieć prawo przyjmowania i wykluczania kawalerów. Nie doszło do tego ze względu na wypadki wojenne i niewielką liczbę odznaczonych. 
Z powodu unikatowości tego odznaczenia nie jest pewne, czy zachował się jakikolwiek oryginał. Na rynku numizmatycznym kursuje wiele kopii, wykonanych po 1945 z oryginalnych matryc.

## Odznaczeni
- Fritz Todt (pośmiertnie), 11 lutego 1942
- Reinhard Heydrich (pośmiertnie), 9 czerwca 1942
- Adolf Hühnlein (pośmiertnie), 22 czerwca 1942
- Viktor Lutze (pośmiertnie), 7 maja 1943
- Adolf Wagner (pośmiertnie), 17 kwietnia 1944
- Josef Bürckel (pośmiertnie), 3 października 1944
- Rudolf Schmundt (pośmiertnie), 7 października 1944
- Konstantin Hierl, 24 lutego 1945
- Karl Hanke, 12 kwietnia 1945
- Karl Holz, 19 kwietnia 1945
- Artur Axmann, 28 kwietnia 1945